# Hütterscheid

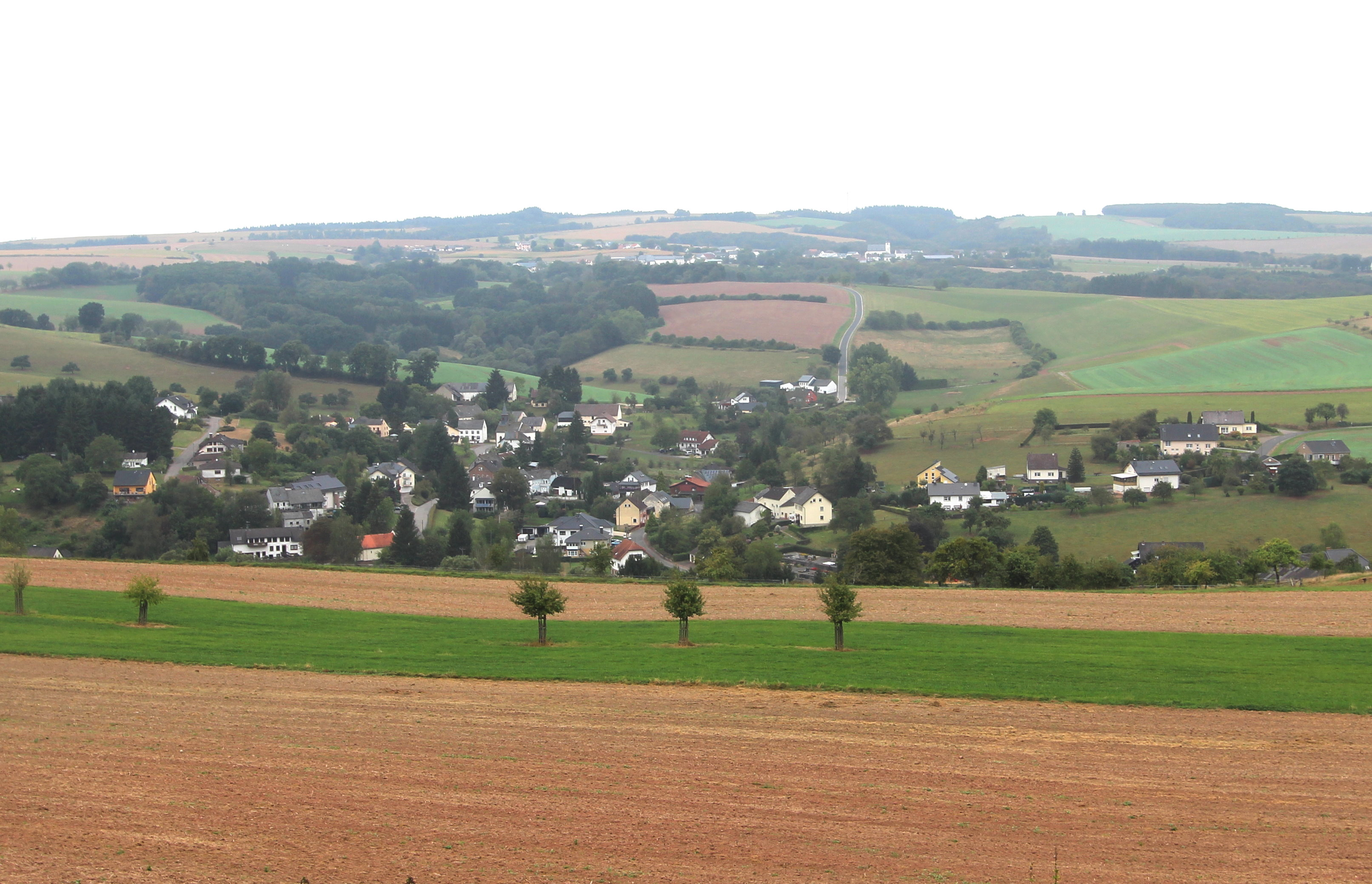
Hütterscheid

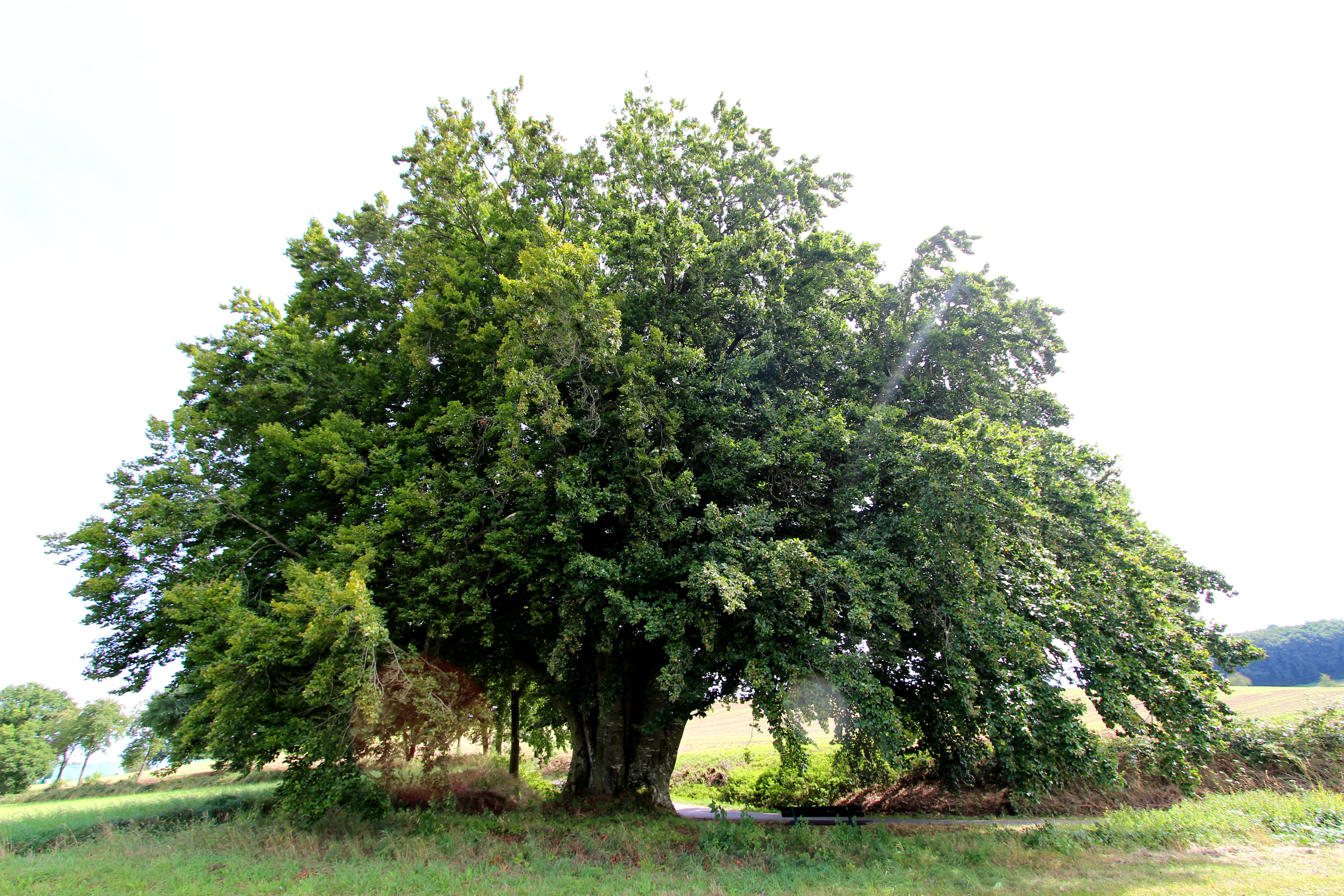
Rotbuche; Feilsdorfer Straße

Hütterscheid ist eine Ortsgemeinde im Eifelkreis Bitburg-Prüm in Rheinland-Pfalz. Sie gehört der Verbandsgemeinde Bitburger Land an.

## Geographie
Der Ort liegt in der Südwesteifel auf der Hochfläche zwischen Prüm und Enz. Die Kreisstadt Bitburg liegt etwa 15 km südöstlich der Gemeinde, bis zur luxemburgischen Staatsgrenze sind es ebenfalls ca. 15 km. Die um die Ortschaft auf dem Gemeindegebiet liegende Hügel- und Kuppenlandschaft steigt stufenartig nach Norden bis auf 400 m ü. NHN an. Hütterscheid liegt genau auf dem 50. Breitengrad.
Nachbargemeinden sind: Weidingen, Baustert, Utscheid und Feilsdorf.

## Geschichte
Im Jahre 1463 erscheint der Ort urkundlich erstmals als „Huderscheit“, aber bereits 1244 wird ein „Henricus de Houckesheide“ erwähnt. Aus einem Feuerstellenbuch von 1531 ist zu entnehmen, dass Hütterscheid damals geteilt war: während das südliche Dorf mit sieben Häusern zur Herrschaft Bettingen gehörte, lag die nördliche Hälfte mit sechs Häusern im Bereich der Herrschaft Neuerburg. Nach dem Dreißigjährigen Krieg, Pest und Cholera und mehreren Hexenverbrennungen war die Bevölkerung stark abgesunken. 1636 bewohnten noch 7 Familien den Eifelort, 1656 nur noch vier.
Die Zweiteilung in verschiedene zum Herzogtum Luxemburg gehörende Herrschaften bestand bis zum Ende des 18. Jahrhunderts. Nach der Annexion Luxemburgs (1794) durch französische Revolutionstruppen gehörte Hütterscheid von 1795 bis 1814 zum Kanton Neuerburg im Arrondissement Bitburg und zum Departement Wälder. Nachdem die Region auf dem Wiener Kongress (1815) dem Königreich Preußen zugeordnet worden war, wurde die Gemeinde 1816 unter die Verwaltung der Bürgermeisterei Baustert im neu geschaffenen Kreis Bitburg gestellt.
2005 wurde das Neubaugebiet „Auf dem Gier“ erschlossen.
Bevölkerungsentwicklung
Die Entwicklung der Einwohnerzahl von Hütterscheid, die Werte von 1871 bis 1987 beruhen auf Volkszählungen:
| Jahr | Einwohner |
| ---- | --------- |
| 1815 | 141       |
| 1835 | 179       |
| 1871 | 190       |
| 1905 | 205       |
| 1939 | 224       |
| 1950 | 211       |
| 1961 | 206       |

| Jahr | Einwohner |
| ---- | --------- |
| 1970 | 232       |
| 1987 | 200       |
| 1997 | 209       |
| 2005 | 222       |
| 2011 | 189       |
| 2017 | 177       |
| 2023 | 173       |

## Politik

### Gemeinderat
Der Gemeinderat in Hütterscheid besteht aus sechs Ratsmitgliedern, die bei der Kommunalwahl am 9. Juni 2024 in einer Mehrheitswahl gewählt wurden, und der ehrenamtlichen Ortsbürgermeisterin als Vorsitzender.

### Bürgermeister
Antje Zech wurde am 29. August 2024 Ortsbürgermeisterin von Hütterscheid. Da bei der Direktwahl am 9. Juni 2024 kein Wahlvorschlag eingereicht wurde, oblag die Neuwahl gemäß rheinland-pfälzischer Gemeindeordnung dem Rat, der sich für Antje Zech entschied.
Ihr Vorgänger Andreas Girads hatte das Amt seit Februar 2018 inne. Dessen Vorgängerin Bianca Mayers hatte ihr Amt zum Jahresende 2017 niedergelegt.

### Wappen

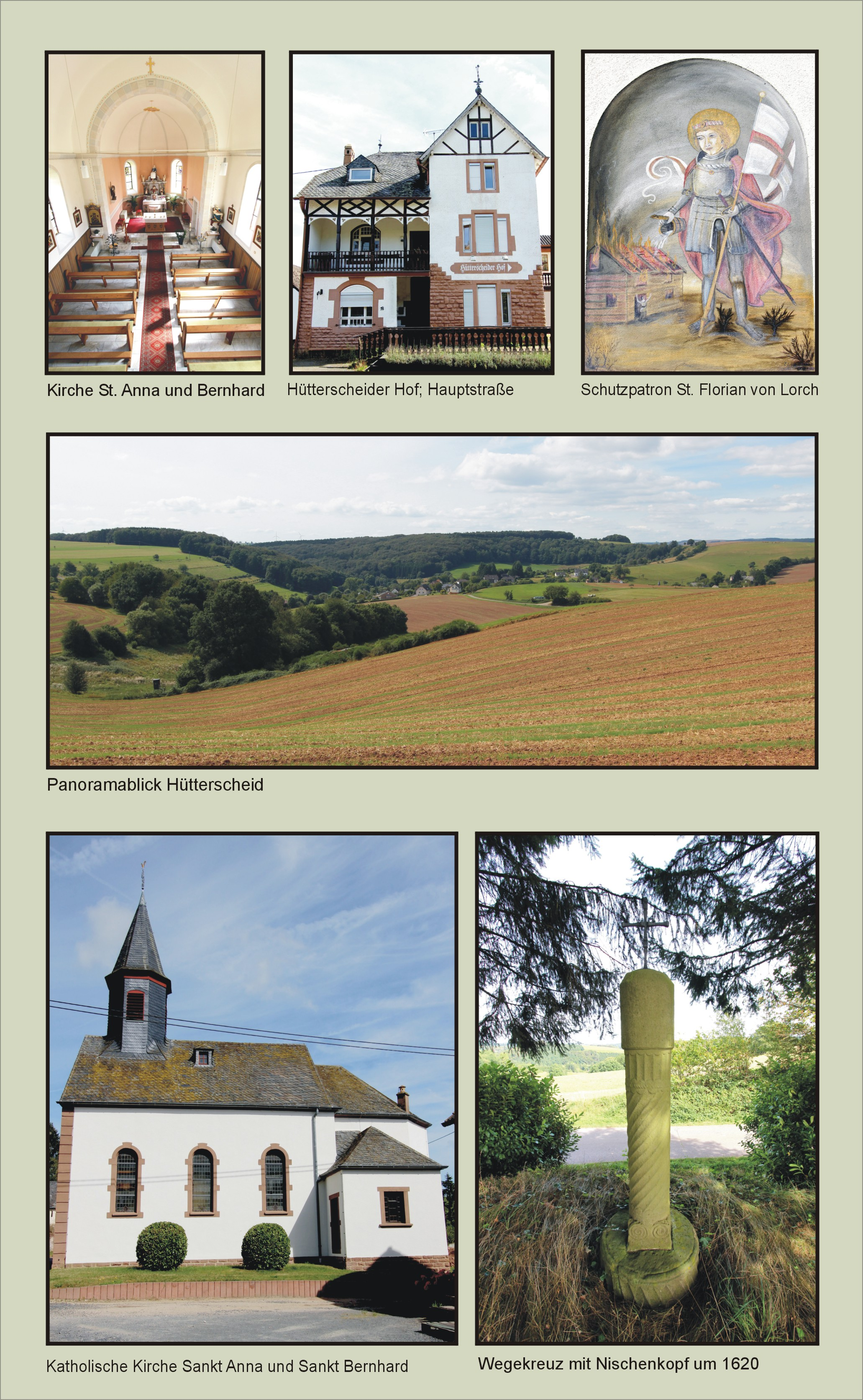
Sehenswürdigkeiten in Hütterscheid

| Wappen von Hütterscheid | Blasonierung: „Im Schildhaupt ein roter oben gezinnter Balken; unten in Silber fünf grüne Eichenblätter.“                                                                                        |
| Wappen von Hütterscheid | Wappenbegründung: Der Zinnenschnitt im Schildhaupt steht für die Herrschaft Neuerburg, während die fünf grünen Eichenblätter das ausgedehnte Waldareal der Gemarkung Hütterscheid symbolisieren. |

## Kultur und Sehenswürdigkeiten

### Bauwerke
- Katholische Filialkirche Sankt Anna und Sankt Bernhard von 1927 mit restauriertem Innenraum
- Mehrere Privathäuser, z. B. der „Hütterscheider Hof“
- Über das Gemeindegebiet verteilte Wegekreuze, die unter Denkmalschutz stehen
- Hohes Pestkreuz von 1666 zwischen Hütterscheid und Rußdorf ⊙

Siehe auch: Liste der Kulturdenkmäler in Hütterscheid

### Grünflächen und Naherholung
- Naturdenkmäler wie die über „200-jährige Rotbuche“ (2022 umgestürzt; nicht mehr vorhanden) und die dicke „Eiche im Geißbüsch“
- Wanderrouten um Hütterscheid[12]
- Reiterhof

Siehe auch: Liste der Naturdenkmale in Hütterscheid

### Regelmäßige Veranstaltungen
- Jährliches Kirmes- bzw. Kirchweihfest St. Anna und St. Bernhard am zweiten Wochenende im September
- Traditionelles Ratschen oder Klappern am Karfreitag und Karsamstag
- Hüttenbrennen am ersten Sonntag nach Aschermittwoch (sogenannter Scheef-Sonntag)[13][14]

## Verkehr
Die Gemeinde ist durch die Kreisstraße K 65 erschlossen.